# Bobby Culpepper
Bobby Loyce Culpepper (26 de julio de 1941 – 15 de agosto de 2015) fue un abogado y político Democrático de su lugar natal Jonesboro en Jackson Parroquia en Luisiana Del norte.

## Biografía
Culpepper era uno de siete niños de Edward Chester Culpepper (1912-2005), un granjero, y de Myrtle Perry (1915-2010), quiénes fueron enterrados en el Cementerio Conmemorativo Gayla Traina en Jonesboro. En 1959, Culpepper se graduó como el valedictorian de Jonesboro-Hodge Instituto. Estudió después en Baton Rouge en Luisiana Universidad Estatal y la Luisiana Centro de Ley Universitario Estatal, donde se graduó en enero de 1966. Después de la escuela de leyes,  fue secretario del Juez Albert Tate, Jr.,  luego presidiendo el Tribunal de Luisiana de Apelación para el Tercer Circuito, basado en Lake Charles. Después,  se introdujo en la sección de policía militar del Ejército de Estados Unidos como primer lugarteniente. Fue asignado en 1968 como capitán. Permaneció en la Reserva de Ejército hasta 1971.